# 敖德薩美術館
敖德薩美術館（烏克蘭語：Одеський художній музей）是烏克蘭城市敖德薩的主要美術館之一。敖德薩美術館設立於1899年，現在收藏展示有超過1萬件美術館，包括眾多19世紀晚期和20世紀初期著名俄羅斯、烏克蘭美術家的作品。美術館所在建築波托斯基宮本身也是19世紀建築的傑作。